# 原田剛 (作家)
原田 たけし（はらだ たけし、本名：原田剛、1972年11月29日 - ）は、日本の絵本作家、超短編小説家。実業家。地域プランナー。
徳島県阿波市土成町出身。株式会社ワイヤーオレンジ代表取締役社長。

## 概要
2001年9月、徳島で地域密着型の育児雑誌『ワイヤーママ』を創刊し、全国9都市にフランチャイズを展開する。2013年には、新出産祝いギフト『おむつ寿司』も手掛け、全国販売を開始。
またワイヤーオレンジ経営の傍ら、2014年に自伝的絵本『小学生のボクは、鬼のようなお母さんにナスビを売らされました。』を発売、
Amazon総合ランキングで1位に輝き、テレビ番組 フジテレビ『奇跡体験!アンビリバボー』、日本テレビ『世界一受けたい授業』で「エグいのに泣ける」と特集が組まれる。全編、故郷の阿波弁で綴った絵本『ししゃもねこ：序』も人気を博す。
2019年1月よりハンドルネーム[スダチ]として、インスタグラムに投稿を始めた超短編小説が"累計32万いいね"を獲得(2021年7月現在) 。
また2020年3月にはそれら短編を300話集約させた『三円小説』を発売。2022年3月1日には、シリーズ2作目『三円小説2  10秒後に喜怒哀楽』を発売。
げみ氏の表紙イラストとともに注目を集める。
なお、前職タウン誌『あわわ』編集長時代には、徳島ラーメンブームの火付け役の一人として知られる。

## 経歴
1998年　『徳島ラーメン』
当時、徳島にはインパクトのあるグルメがなく、四国に来る観光客のハート（胃袋）を掴めていない現状があった。そこで思いついたのが「徳島ラーメン」。当時編集長をしていた地域情報誌『あわわ』にて地元のラーメンを「徳島ラーメン」として定義づけし、認定されたラーメンを毎月取り上げた。結果、多くのメディアにも取り上げられ、観光客誘致に成功。「四国に行くなら讃岐うどん、高知の鰹のたたき、そして徳島ラーメン」という胃袋マップが定着した。

2001年　『ワイヤーママ』創刊
地域情報誌を立ち上げたいと、「あわわ」編集長を辞し独立。
徳島の未来を託せるのは「育児」と思い至り、全国初の月刊地域密着型育児フリーペーパー『ワイヤーママ』を創刊。
インターネット普及前、ママたちが欲しい地域情報は口コミのみ。それを集結させた同誌は大ウケ。他地域でも創刊依頼を受け、全国７県９都市で創刊、現在でも全100万部発行/月を誇る。

2013年　『おむつ寿司®︎』開発
『ワイヤーママ』のFC展開で各地を回っていた頃、熊本の版元であるギフトショップが2012年に「おむつケーキ」を開発、めちゃくちゃ売れている様子を目撃。おむつケーキは素晴らしいアイディアだが、「日本人なら、和食でしょ！」ということで、通年で人気のお寿司に行き着いた。
「おむつ寿司®︎」は発売直後から大好評、今では「出産祝いと言えばおむつ寿司！」という定番アイテムに育っている。

2014年　 絵本『小学生のボクは、鬼のようなお母さんにナスビを売らされました。』発売
『ワイヤーママ』編集長時代。若いお母さん達との会話から、今の子どもたちは『叱られてない、打たれ弱い』と感じることが多かった。そこで、自分の実体験を、誰でも読めて押し付けがましくない絵本で描こうと『小学生のボクは、鬼のようなお母さんにナスビを売らされました。』を発売。芸能関係や作家の方々が次々書評やブログを執筆。
フジテレビの『アンビリーバボー』や『世界一受けたい授業』にも出演、大ヒット作となった。

2020年　超短編小説『三円小説』発売
2018年に作家１本で立とうと決めて『ワイヤーママ』を譲渡。しかし特に計画があったわけではなかった。当時、たまたまインスタやTwitterで、超短編小説を発見。『映え』の文化の中で『字』だけのものがあるのか！と驚く。最初は見る側だったが、途中で『これは書ける』と思い、執筆開始。
インスタでの小説は約7000フォロワー、累計32万いいねを獲得し、大人気コンテンツに。そこで『三円小説』として書籍化に至った。

2021年　『阿波晩茶』プロモーション
徳島県では古くから飲まれてきた『阿波晩茶』。乳酸発酵させている珍しいお茶で、特徴的な酸味が癖になるのだが…全国的には知名度が低い。そこで、全国の健康に関心のある30代～40代女性に飲んでもらおうと、阿波晩茶が大好きなライオン『茶ライオン』というキャラクターを使い、ツイッターやインスタでほぼ毎日情報を発信。製造元の『株式会社いかわ発酵』の売上も伸び、SNSでは『茶ライオン』のファンも多くできた。

2021年　絵本『ゾンビハムスターねずこ』発売
コロナ禍の2020年、中高生の自殺率上昇のニュースを見て、「たった2年間しか生きられないハムスターでも必死で生きている」という姿をモチーフに、子どもたちに〝生命の尊さ〟を伝えたいと思い、執筆。絵本の中だけではなく、主人公のハムスター、ねずこが毎日SNS上に現れるプロモーションを展開。『小学生のボクは、鬼のようなお母さんにナスビを売らされました。（通称：ボクナス）』とともに、見た目はエグいが泣けるということで、「エグ泣き系作家」と称される。メディアにも度々取り上げられ、ヒット作となる。

2022年　超短編小説『三円小説２　10秒後に喜怒哀楽』発売
第1弾発売より2年、多くの読者からの要望に応えて続編登場。
テーマは「10秒後に喜怒哀楽」。前作より選りすぐった100話も、著者自らの解説=「こぼれ話」を1話ずつ携えて再登場。
新作の300話を楽しんだ後、三円小説の世界をより深めるためのフォローアップを付した。表紙を飾るげみ氏の書き下ろしイラストも好評を博した。

2022年　　『ゆず味噌』プロモーション
徳島県は、柚の生産量が全国2位！中でも〝柚みそ〟は古くから食べられている伝統食である。しかし徳島県内ではメジャーでも、全国的にはまだまだ知名度が…。
そこで、老若男女に愛される可愛いキャラクター〝柚リッス〟というリスが、毎日、SNSで柚みそを使った料理を発信するというプロモーションを展開。
購入者が独自の食べ方を提案したり、販売店として扱いたいという問い合わせがあったりと、手応えを感じられる展開となっている。
2022年　『ナスライス®︎』開発
『三円小説』を執筆中の2020年に、原田氏は12kg太ってしまった。そこで「低糖質ダイエット」に着目するも、野菜を使用した既存の〇〇ライスは、美味しく感じられず。実験を繰り返した結果、米に比べるとカロリー91％オフのナスに着目。皮を剥き、刻んだナスを低糖質カレーと一緒に食す生活を続けた結果、10kg減量に成功！という自身の経験をもとに商品化。
ナスは、オール徳島産、工場も徳島県内。形が不揃いで廃棄されるナスを大量に使用でき、剥いたナスの皮もお茶として商品化、フードロスにも貢献。安心で安全、環境にもやさしい、地元にも貢献できるという一石五鳥な低糖質ダイエット食が誕生した。

## 著書
- 絵本『小学生のボクは、鬼のようなお母さんにナスビを売らされました。』（イラスト：筒井則行、2014年11月29日、ワイヤーオレンジ（インプレス））
- 絵本『ししゃもねこじょ:序』（イラスト：川久保貴美子、2016年11月29日、 ワイヤーオレンジ（インプレス））
- 絵本『ゾンビハムスターねずこ』（イラスト：嵯峨山高弘、2021年8月18日、リーブル出版）
- 超短編小説『三円小説』（2020年3月1日、金風舎）
- 超短編小説『三円小説2 10秒後に喜怒哀楽』（2022年3月1日、金風舎）